# La Loma, Aquixtla
La Loma är en ort i Mexiko.   Den ligger i kommunen Aquixtla och delstaten Puebla, i den sydöstra delen av landet, 130 km öster om huvudstaden Mexico City. La Loma ligger 2 470 meter över havet och antalet invånare är 319.
Terrängen runt La Loma är lite bergig. Runt La Loma är det ganska tätbefolkat, med 54 invånare per kvadratkilometer. Närmaste större samhälle är Zacatlán, 19,6 km norr om La Loma. I omgivningarna runt La Loma växer i huvudsak blandskog.